# Linostoma pauciflorum
Linostoma pauciflorum är en tibastväxtart som beskrevs av William Griffiths. Linostoma pauciflorum ingår i släktet Linostoma och familjen tibastväxter. Inga underarter finns listade i Catalogue of Life.